# مرگ یک بوروکرات
مرگ یک بوروکرات (به اسپانیولی: La muerte de un burócrata) (محصول: ۱۹۶۶) یک فیلم کمدی محصول کوبا به کارگردانی توماس گوتییرز آلئا ست که وی در آن به تمسخر بوروکراسی کمونیستی و الگوهای سرخ در این نوع حکومت می‌پردازد و چگونگی تأثیر این نوع بوروکراسی را بر زندگی مردم عادی بازگو می‌کند. این فیلم نشان می‌دهد که مردم در این نوع حکومتها، فقط برای اینکه بتوانند به زندگی عادی خود ادامه دهند، ناچارند که تا چه حد به اتلاف وقت بپردازند و چگونه مجبورند که بر موانع متعدد حاصل از بوروکراسی پوچ حزبی غلبه نمایند.

## مشخصات فیلم
- سال تولید: ۱۹۶۶
- کشور تولیدکننده: کوبا
- محصول: انستیتوی هنر و صنعت سینمای کوبا
- کارگردان: توماس گتی‌یرز آلیا.
- فیلمنامه‌نویس: آلفردو دل‌کوئلو، رامون ف. سوآرز و گتی‌یرز آلیا.
- فیلمبردار: سوآرز.
- آهنگساز (موسیقی متن): لیو براور.
- هنرپیشگان: سالوادور وود و سیلویا پلاناس.
- نوع فیلم: سیاه و سفید، ۸۷ دقیقه.[۲]

## خلاصه داستان
کارگری نمونه می‌میرد و همکارانش برای او، تشییع جنازه مفصلی برگزار می‌کنند، اما در هنگام به خاک سپاری او کارت اتحادیه‌اش را نیز، همراه با او، دفن می‌کنند. امّا اندکی بعد، همسر او (پلاناس) به خاطر در دسترس نداشتن همین کارت قادر نیست تا مستمری پس از مرگ او را دریافت کند، در نتیجه پسر برادرش (وود)، به ناگزیر وارد عمل می‌شود. اما برادرزادهٔ جوان (وود)، برای اینکه زن عموی خویش را به حقوق خویش برساند، درگیر بوروکراسی می‌شود و این بوروکراسی حتی تا زمانی‌که برای دسترسی به کارت، چاره‌ای جز نبش قبر نمی‌ماند، ادامه پیدا می‌کند. وی تا مدت‌ها نمی‌تواند اجازه نبش قبر را کسب کند و سرانجام تصمیم می‌گیرد که خود وارد عمل شود و دست به کار شگفت‌انگیزی بزند…

## بحث
فرانسیسکو. ج. پرز، معروف به ال تایو پاکو، کارگر نمونه و برگزیدهٔ کارخانه ریخته‌گری و قالبسازی، که در دوران انقلاب کمونیستی قهرمان خوزه مارتی در این کارخانه مشغول به کار بود، بر حسب تصادف به داخل دستگاهی که خودش اختراع کرده بود و هدایت آن را نیز خود بر عهده داشت، می‌افتد و بر اثر این سقوط اجزای بدنش خُرد و تکه‌تکه می‌شود و جابه‌جا می‌میرد. در هنگام خاک سپاری او، همکارانش تصمیم می‌گیرند که از وی تجلیل شایسته و درخشانی به عمل بیاورند و به همین دلیل مصمم می‌شوند که کارت کارپردازی او را، به عنوان نماد و سمبلی از کار افتخارآمیز او، به همراه جسدش به خاک بسپرند.
امّا هنگامی که بیوه او به عنوان تنها واجد شرایط دریافت حقوق و مزایای او، در همراهی با برادرزاده اش، برای دریافت حق و حقوق بازنشستگی که واجد شرایط دریافت آن است، می‌رود، افسر مسئول، در خواست کارت کارگری شوهر او را می‌نماید. بدین ترتیب، از آن لحظه به بعد، در فیلم زنجیره‌ای از اتفاقات در موقعیت‌هایی دیوانه وار در ادارات و دفاتر مختلف آغاز می‌شود و برادرزاده او برای دریافت مجوز نبش قبر و بدست آوردن کارت کارگزینی او، تلاش‌های بی‌شماری را در مواجهه با کاراکترها و شخصیت‌های گوناگون این فیلم کمدی سیاه به انجام می‌رساند. سرانجام برادرزادهٔ مرد، ناامید از دریافت مجوز نبش قبر، تصمیم به انجام این کار به صورت غیرقانونی می‌گیرد، امّا هنگامی که در یک شبانگاه، به منظور برداشتن کارت، گور مرد کارگر را می‌شکافد، ناگزیر می‌شود که جنازه او را به خانه مرد کارگر منتقل کند و در آنجا با تکه‌های یخ، جسد را حفظ نماید و… بعد از آن، تلاش او برای دفن دوباره جسد، نافرجام می‌ماند، چرا که مدیر گورستان با اشاره به فهرست اسامی مردگان، اعلام می‌کند که این مرد قبلاً به خاک سپرده شده و از این جهت امکان دفن دوبارهٔ او نیست، مگر اینکه در مورد او نبش قبر قانونی صورت گرفته و اجازه نامهٔ رسمی نبش قبر صادر شده باشد تا بتواند دوباره به خاک سپرده شود.. .
برادرزاده سپس برای بدست آوردن سفارش نبش قبر، تلاش‌های تازه‌ای را در سیستم بوروکراتیک موجود آغاز می‌کند، آن هم در حالی که هیچ چیز و هیچ‌کس مطابق میل او عمل نمی‌کند و همه چیز مسخره و دیوانه وار است و ارائهٔ خدمات مطلوب غیرممکن به نظر می‌رسد. همین وضعیت سبب می‌شود که او، سرانجام مدیر گورستان را خفه کند، و از سوی برخی از نگهبانان قبرستان گرفتار گردد بدینسان فیلم به پایان می‌رسد، درحالیکه جنازه بوروکرات طی یک تشییع جنازهٔ جمعی، به گورستان خود تشییع می‌گردد.

## دربارهٔ فیلم
مرگ یک بوروکرات، نمونه‌ای برجسته از فیلم‌های دههٔ شصت سینمای کوبا ست. در سرتاسر فیلم صحنه‌های متعددی که می‌توان آن‌ها را ادای دین مستقیم به کمدین‌های دوران صامت سینما دانست، به چشم می‌خورد و بخشهایی از این فیلم یادآور کارهای لورل و هاردی و هارولد لوید و برخی دیگر از کمدین‌های قدیمی سینما می‌باشد.
اما این فیلم، در عین حال که یک نوع کمدی بزن‌بکوب و کلاسیک محسوب می‌شود، پیامها و ویژگی‌های دیگری را نیز منتقل می‌سازد و از جمله بخصوص در محور اصلی خود، به هجو زیرکانهٔ بوروکراسی نفس‌گیر و بی‌امان در کوبای کمونیستی می‌پردازد. هرچند که این رویکرد انتقادی و هجو استادانهٔ گتی‌یرز آلیا، توسط مقامات دولت کمونیستی کوبا نادیده انگاشته نمی‌شود و بی‌پاسخ نمی‌ماند، چراکه فیلم پس از نمایشی کوتاه توقیف می‌شود.
گتی‌یرز آلیا، یکی از سرشناس‌ترین فیلم‌سازان سینمای کوبا به‌شمار می‌آید.

## جوایز
جایزه ویژه هیئت داوران جشنواره بین‌المللی فیلم کارلوی Karlovy، به عنوان فیلمی متفاوت